# Tomas Brolin
Per Tomas Brolin, född 29 november 1969 i Hudiksvall, är en svensk före detta fotbollsspelare (mittfältare/anfallare), främst känd som en av de mest framstående spelarna i det svenska landslag, som 1994 tog VM-brons i USA. Brolin rankas allmänt som en av Sveriges bästa fotbollsspelare under första hälften av 1990-talet.  
Han tilldelades Guldbollen två gånger, och med sitt lag Parma vann han Coppa Italia 1992, Cupvinnarcupen och Supercupen 1993, och var avbytare när laget vann Uefacupen 1995.
Tomas Brolin avslutade sin fotbollskarriär i augusti 1998 och har därefter försörjt sig som ägare av fastigheter och restauranger samt som affärsman.
Brolin är som medlem nummer 37 invald i Svensk fotbolls Hall of Fame.

## Fotbollskarriär

### Tidiga år
Brolin började 1976 som sexåring spela fotboll i Näsvikens IK, där han åtta år senare (som 14-åring) fick göra debut i A-laget i division fyra. Fram till 1986 gjorde han 10 mål på 36 A-lagsmatcher med klubben.
Han sökte sig därefter till fotbollsgymnasiet i Sundsvall och fick där GIF Sundsvalls tränare Anders Grönhagen som instruktör. Den före detta landslagsmannen, som fört sitt lag två divisioner uppåt i seriesystemet, 1985 som spelare till division två, och året efter som tränare upp till Allsvenskan, såg potentialen i den tekniske målfarlige Brolin som värvades. Den 11 juni 1987, fick Brolin göra sin debut i Allsvenskan, 17 år gammal, och kom in som avbytare, mot slutet av hemmamatchen mot Elfsborg och inledde direkt med en cykelspark som gick strax utanför stolpen. Det blev tre allsvenska säsonger i GIF Sundsvall. Andra året var laget med i toppen och slutade femma. Året därpå åkte laget ur allsvenskan. Brolin hade haft småskador då hans utveckling bromsades en aning, innan han inför säsongen 1990 värvades av regerande svenska mästarna IFK Norrköping för 300 000 kronor.

### Genombrott och landslagsspel
Brolin fick ett stort genombrott i Sverige den 7 april 1990 när premiärmatchen av allsvenskan direktsändes i TV. Då besegrade IFK Norrköping hemma på Norrköpings Idrottspark IFK Göteborg (som ändå stod som mästare vid säsongens slut) med 6–0, varav tre mål kom från Brolin. Det var också i denna match som han spontant började använda sig av den målgest (ett hopp upp i luften, snurrande ett varv motsols med höjd högerarm) som han härefter alltid kom att använda då han gjorde mål.
Brolin gjorde sju mål på nio matcher i IFK Norrköping och fick debutera i A-landslaget. Detta under förbundskaptenen Olle Nordin som först varit tveksam till att ta ut den till helt nyligen okände 20-åringen. 25 april 1990 fick Brolin starta bredvid Mats Magnusson i den näst sista landskampen innan VM-slutspelet i Italien, på Råsunda mot Wales, och gjorde då två mål.
Den 27 maj 1990 gjorde Brolin även två av målen när Sverige slog Finland med 6-0 i den sista matchen innan resan gick till världsmästerskapet. Brolin kom att få starta i Sveriges alla tre gruppspelsmatcher och i premiärmatchen mot Brasilien gjorde han Sveriges enda mål i en match som slutade 1–2 – precis som Sveriges övriga matcher i turneringen. Brolin blev utbytt i den tredje och sista gruppspelsmatchen mot Costa Rica redan i den 34:e minuten på grund av skada, och ersattes av Mats Gren.

### Proffsspel och guldboll
Under VM 1990 fick många klubbar upp ögonen för Brolin och det stod tidigt klart att han ganska snart skulle lämna Sverige för proffslivet. Nykomlingen Parma AC som gjorde sin allra första säsong i italienska Serie A blev till slut klubben som köpte honom för 12,5 miljoner kronor. Dessutom köptes den brasilianska målvakten Taffarel och den belgiska mittbacken Grün till klubben. Brolin tog ganska omgående en ordinarie plats i laget, debuterade mot Juventus den 9 september 1990, och den 30 september gjorde han sitt första Serie A-mål i 2-2-matchen mot Bari. Han blev en av Parmas viktigaste spelare och under hösten förärades Brolin Guldbollen som Sveriges bästa fotbollsspelare 1990.
Brolin bildade ett effektivt partnerskap med Alessandro Melli, som liksom Brolin var 20 år gammal. Melli var anfallaren och straffområdesspelaren som drog nytta av framspelaren Brolin i en släpande anfallares roll. Tillsammans gjorde duon 20 mål, med 7 mål och åtskilliga framspelningar för Brolin, när Parma under debutsäsongen slutade 5:a i Serie A och första gången i klubbens historia kvalificerade sig för Europa och Uefacupen.
Under säsongen 1991/92 spelade Brolin i alla 34 Serie A-matcher och gjorde 4 mål när Parma slutade på 7:e plats. I cupen, Coppa Italia, gick det än bättre, både för Brolin och laget. Brolin gjorde sammanlagt två mål, ett i 1-1-mötet med Fiorentina och det andra i 1-0-segern över Sampdoria i semifinalen. Parma slog sedan Juventus med sammanlagt 2-1 över två matcher för att lyfta klubbens första trofé i historien.
Under Europamästerskapet i Sverige 1992 var Brolin en av Sveriges bästa spelare. Detta då han svarade för två mål i gruppspelet (1–0 mot Danmark och det avgörande målet i 2–1-matchen mot England). Sverige blev utslaget först i semifinal mot Tyskland. Senare samma sommar, spelade han även med Sveriges lag i OS i Barcelona, men skadade menisken i kvartsfinalen mot Australien och blev borta två månader.
Säsongen 1992/93 slutade Parma på en 3:e plats i Serie A, och deltog i den Europeiska Cupvinnarcupen, och stärkta med den colombianska anfallaren Faustino Asprilla samt Alessandro Mellis målform gick man långt, och tillskottet av Asprilla innebar dock att speltiden för Brolin, som fortsatt spelades i en anfallsroll, såväl i Europa som i den inhemska ligan, blev något mindre, (22 matcher och 4 mål i Serie A). Brolin spelade dock hela matchen då Parma tagit sig ända till Cupvinnarcupens final på Wembley Stadium och där besegrat belgiska Royal Antwerp FC med 3-1.
Efter köpen av anfallaren Gianfranco Zola och mittfältaren Massimo Crippa inför säsongen 1993/94 blev Brolins roll i laget en annan. Han spelades nu allt mer konsekvent, efter att framgångsrikt ha provat på det under föregående säsong, i en offensiv mittfältsroll. Tröja nr 11 byttes mot nr 7 och Brolin intog en position till höger, oftast bredvid Crippa och mittfältaren Gabriele Pin. Parma slutade på 5:e plats i Serie A 1993/94, där Brolin startade i 29 matcher och gjorde 7 mål. Tack vare segern i föregående säsongs Cupvinnarcup fick laget delta i europeiska supercupen som spelades i ett dubbelmöte i januari/februari 1994, där Parma vann över AC Milan.  Parma nådde åter finalen i Europeiska Cupvinnarcupen efter att ha slagit ut AFC Ajax och Benfica på vägen till Köpenhamn, där man mötte Arsenal FC. Trots att Brolin gjorde en mycket bra match, med bland annat ett stolpskott, förlorade Parma med 1-0.

### VM-brons, Ny guldboll och stjärnstatus

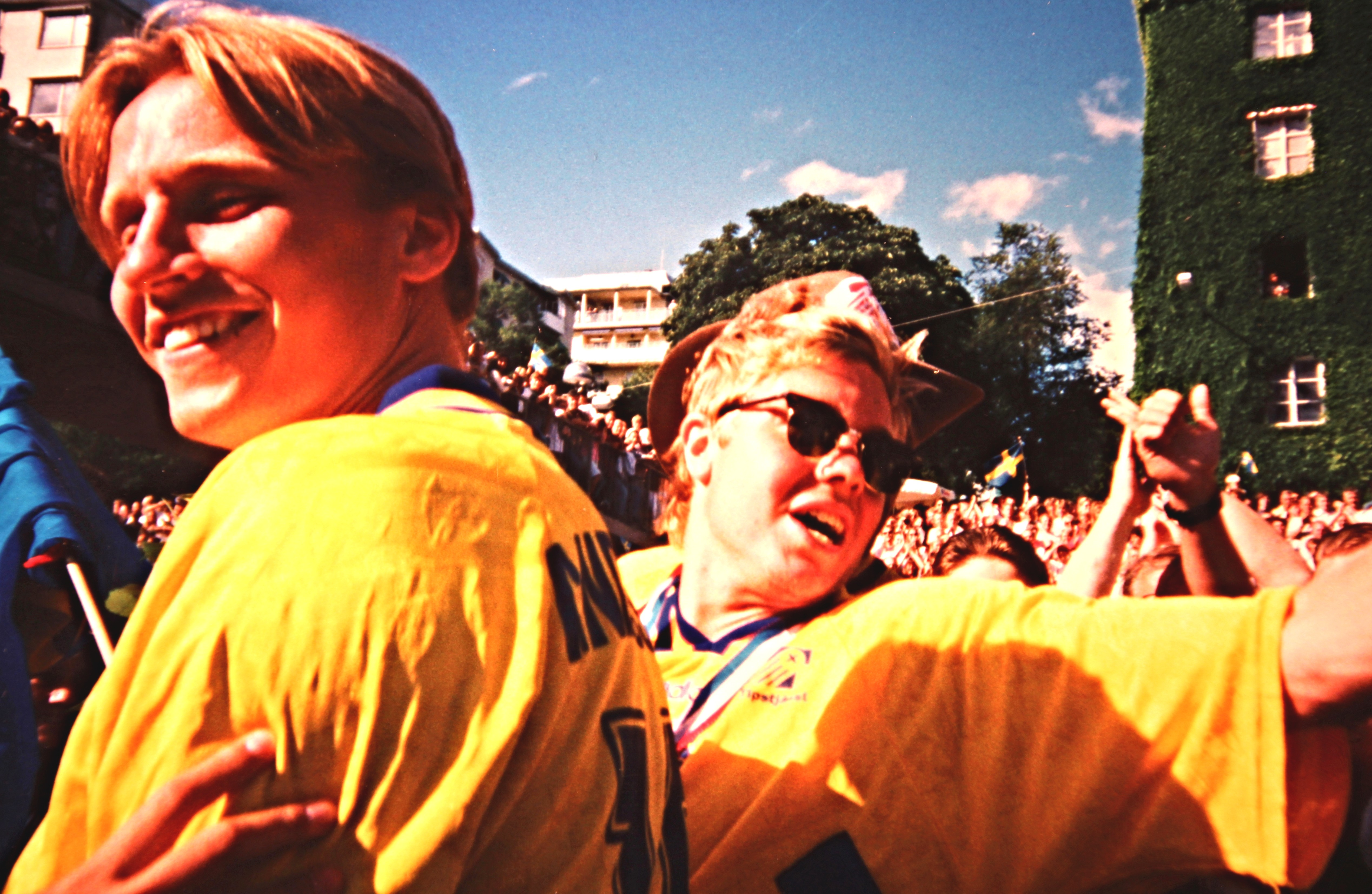
Kennet Andersson och Tomas Brolin efter VM-bronset 1994.

Vid VM i fotboll 1994 var Brolin i yppersta form och efter att ha blivit nedflyttad från anfallet till mittfältet från och med andra matchen blev han det svenska lagets kreativa centrum. Han stod själv för tre mål i turneringen: 1–1-målet mot Ryssland i gruppspelet (på straffspark), 1–0-målet i kvartsfinalen mot Rumänien och 1–0-målet i bronsmatchen mot Bulgarien. Vidare spelade Brolin fram till ett flertal mål, bland annat 2–0- och 3–0-målen i Bulgarienmatchen. Brolins prestationer under VM uppmärksammades genom att han fick plats i turneringens världslag.
Brolin stod nu på toppen av sin karriär. Hans ödmjukhet i media gjorde honom populär hos svenska folket, och han betraktades av många som Sveriges bästa fotbollsspelare. I klubblaget Parma AC var han navet spelet kretsade kring, och i landslaget framkom det alltmer tydligt att förbundskapten Tommy Svensson ofta vände sig till Brolin för att få hans synpunkt när beslut om lagets utformning skulle fattas. Brolin fick Guldbollen för andra gången 1994.

### Skadan som ändrade allt
Under en EM-kvalmatch den 16 november 1994 mot Ungern på Råsunda fotbollsstadion – samtidigt som han spelade fram till Martin Dahlins 2–0-mål – bröt Brolin sin vänstra fot då han fått den under sig. Efter denna allvarliga skada skulle han aldrig komma tillbaka till den nivå han under flera år etablerat sig på. 
Den 23 april 1995 gjorde han sina första minuter med Parma efter skadan, i Serie A-matchen mot Inter. Nu med Zola som Parmas mest framgångsrika spelare hamnade klubben på en tredjeplats i Serie A och vann finalen mot Juventus i Uefacupen i maj 1995, där Brolin var avbytare och blev utan speltid.
Brolin gjorde sedan ett mål på straffspark i sin återkomst i landslaget i EM-kvalmatchen mot Island den 1 juni 1995. Den sista matchen i EM-kvalet mot Turkiet 15 november 1995, blev Brolins sista 47:e landskamp. Sverige missade att ta sig till Europamästerskapet 1996.
Efter konvalescenstid, rehabiliterad skada och misslyckande med att återta en startplats i Parma blev flytten till Leeds United i november 1995 ett stort bakslag i förhållande till de högt ställda förväntningarna (vid den tiden det dyraste utländska köpet för den engelska klubben, £4.5 miljoner). Brolin debuterade för Leeds United den 25 november 1995 med ett inhopp mot Newcastle på St James' Park, och gjorde totalt 4 mål på 19 matcher när Leeds United hamnade på en 13:e plats i Premier Leauge. Brolins sista match med Leeds United blev 1-4 förlusten mot Chelsea den 13 april 1996 på Stamford Bridge.
Brolin hade blivit lovad en offensiv fri roll på mittfältet som spelmotor, men fick aldrig spela i den positionen. Efter säsongen 1995/96 och dispyter med managern Howard Wilkinson, dök Brolin aldrig upp på klubbens försäsongsupptakt i augusti 1996. Han bötfälldes, och lånades ut till schweiziska FC Zürich där det blev tre matcher i ligan, och en match i schweiziska cupen i september 1996. Leeds United gav samtidigt Wilkinson sparken samma månad, och ersattes av George Graham.

### Problem i Leeds och utlåning till Parma
Problemet var att Leeds nye manager George Graham genast ville se sin spelare i träning på Elland Road. Brolin vägrade, och hotade att ge upp karriären om han tvingades tillbaka till klubben. Plötsligt var en öppning möjlig då UC Sampdoria med svenske tränaren Sven-Göran Eriksson lagt ett bud på sin landsman. Det stupade dock i sista stund då det påstods att Brolins skada ännu inte var helt läkt, och att han hade en metallskruv kvar i sin tidigare brutna fot.
Leeds United ville nu ha hem sin spelare för att få en andra åsikt om skadan. Brolin visade vid den här tiden upp en alltmer hård sida av sig själv i media och dispyterna mellan honom själv och klubben fick stora proportioner i pressen. I december 1996 hyrdes Brolin, tack vare att han själv lagt ut pengar ur egen ficka, ut till sin gamla klubb Parma med tränaren Carlo Ancelotti, som var beredda att ge honom en ny chans. Det blev 11 matcher i Serie A under våren 1997, och Brolin själv har kallat perioden för "fem fantastiska månader", men återvände efter säsongens slut till Leeds United.
Senare under sommaren ratades Brolin från klubbens försäsongsläger i Sverige; det var nu tydligt att manager Graham inte tänkte satsa på honom. Problemen löste sig inte heller under säsongsupptakten då Brolin bara fick träna med reservlaget. I slutet på oktober kom han överens med Leeds ledning om en ömsesidig uppsägning av kontraktet.

### Crystal Palace och karriärslutet
Brolin hade varit klubblös och inte spelat A-lagsfotboll på tio månader när han den 10 januari 1998 gjorde debut i Premier League-klubben Crystal Palace FC i matchen mot Everton. Brolin fungerade först enbart som spelare; men när tränaren Steve Coppell fått sparken i mars 1998, blev Brolin mer av assisterande coach/tolk (mellan engelska och italienska) åt spelande tränaren Attilio Lombardo.
Brolin spelade 3 matcher i FA-cupen, och 13 matcher i Premier Leauge för London-klubben, den sista 27 april 1998 i 0-3 förlusten mot Manchester United på Selhurst Park.  Crystal Palace slutade sist i tabellen, och då Brolins kontrakt löpt ut i maj 1998 lämnade han klubben för att åka hem till Sverige och fundera över sin fotbollsframtid.
Den 12 augusti samma år kom beskedet att Tomas Brolin hade för avsikt att avsluta sin fotbollskarriär. 29 augusti gjorde han sin sista match; han var inhoppande målvakt de sista 15 minuterna i en match för Hudiksvalls ABK. Brolin slutade sin karriär som fotbollsspelare vid 28 års ålder.
Brolin har i efterhand blivit vald till nummer två på listan över de sämsta förvärven i Premier Leagues historia.

## Efter fotbollskarriären
Efter fotbollskarriären har Brolin rönt diverse uppmärksamhet då han givit sig in i fastighetsbranschen och haft ett förhållande med Annika Duckmark (före detta Fröken Sverige). År 1999 bildade Brolin tillsammans med sina vänner Björn Borg, Dr. Alban och Mattias Frisk musikgruppen Friends in Need, som samma år släppte singeln Alla vi.
Den 10 december 2007 kom han på 23:e plats i en European Poker Tour-turnering i Prag och vann € 12 650.
Brolin deltog i den andra säsongen 2009–2010 av TV-programmet Mästarnas mästare, som visades i Sveriges Television där han slutade på en fjärdeplats.
Tomas Brolin är även känd som tidigare (åren 2000–08) ägare av Undici på Östermalm i Stockholm, en restaurang som var inriktad på italiensk och norrländsk mat. År 2008 lades Brolins restaurang ner efter att för andra gången ha förlorat sitt utskänkningstillstånd.
Sedan 1997 har Brolin varit hälftenägare i bolaget Twinnovation AB, som marknadsför det egentillverkade dammsugarmunstycket Twinner.
Den 22 mars 2024 deltog Brolin i premiäravsnittet, av TV-programmet Masked Singer Sveriges fjärde säsong, på TV-kanalen TV4. Han blev där den första deltagaren till att lämna programmet, utklädd till karaktären "Snögubben".
I december 2024 hade TV-programmet Stjärnorna på Slottet premiär där Brolin var en av deltagarna.

### Invald i Hall of Fame
Tomas Brolin valdes år 2010, i den 8:e selektionen och som dess medlem nummer 37 in i Svensk fotbolls Hall of Fame. Motiveringen löd: "Trots allsvensk rutin var utvecklingen 1990 spektakulär. En imponerande vårsäsong innebar VM-spel och mål mot Brasilien. Tomas blev kvar i Italien där hans genombrott sammanföll med Parmas. Vid nästkommande VM tog han plats i världslaget."

## Privatliv
Brolin har två barn. Hans första barn är en son med fotomodellen Susan Hardenborg, och det andra en dotter med Chatrin Strömberg. Sedan 2013 är Tomas Brolin gift med Marielle Brolin (tidigare Larsson). Bröllopet hölls i Las Vegas på USA:s självständighetsdag och Marielles födelsedag, den 4 juli.

## I populärkulturen
I samband med VM-turneringen 1994 blev låten Brolin, Brolin (framförd av Spirella Girls) något av en svensk sommarplåga. Låten är en omarbetad version av Dolly Partons låt Jolene.

## Meriter

### Med landslag[6]
Sverige
- A-landskamper/mål: 47/26 (eller 47/27[6][a]) mål (1990–1995)
- VM-slutspel (2): 1990, 1994
- VM-medaljer (1): 3:a 1994
- EM-medaljer (1): 3:a 1992[6] (Bronsmatch spelas ej i EM från och med 1984; båda förlorande semifinallag erhåller bronsmedalj).
- OS-turneringar (1): 10 matcher/4 mål (1992)[6]
- Svenska Dagbladets guldmedalj 1994 (tilldelades hela Fotbollslandslaget)

### Med klubblag[6]
Parma FC
- Italienska cupen (1): 1992

- Cupvinnarcupen (1]: 1993
- Uefa Super Cup (1): 1994
- Uefacupen (1): 1995

### Individuellt[6]
- Guldbollen som Sveriges bästa fotbollsspelare (2): 1990 och 1994
- Världslaget (1): uttagen i Fifa:s världslag efter VM 1994[49]
- Invald 2010 i Svensk fotbolls Hall of Fame, som nummer 37.[50]